# Сальман Олександр Васильович

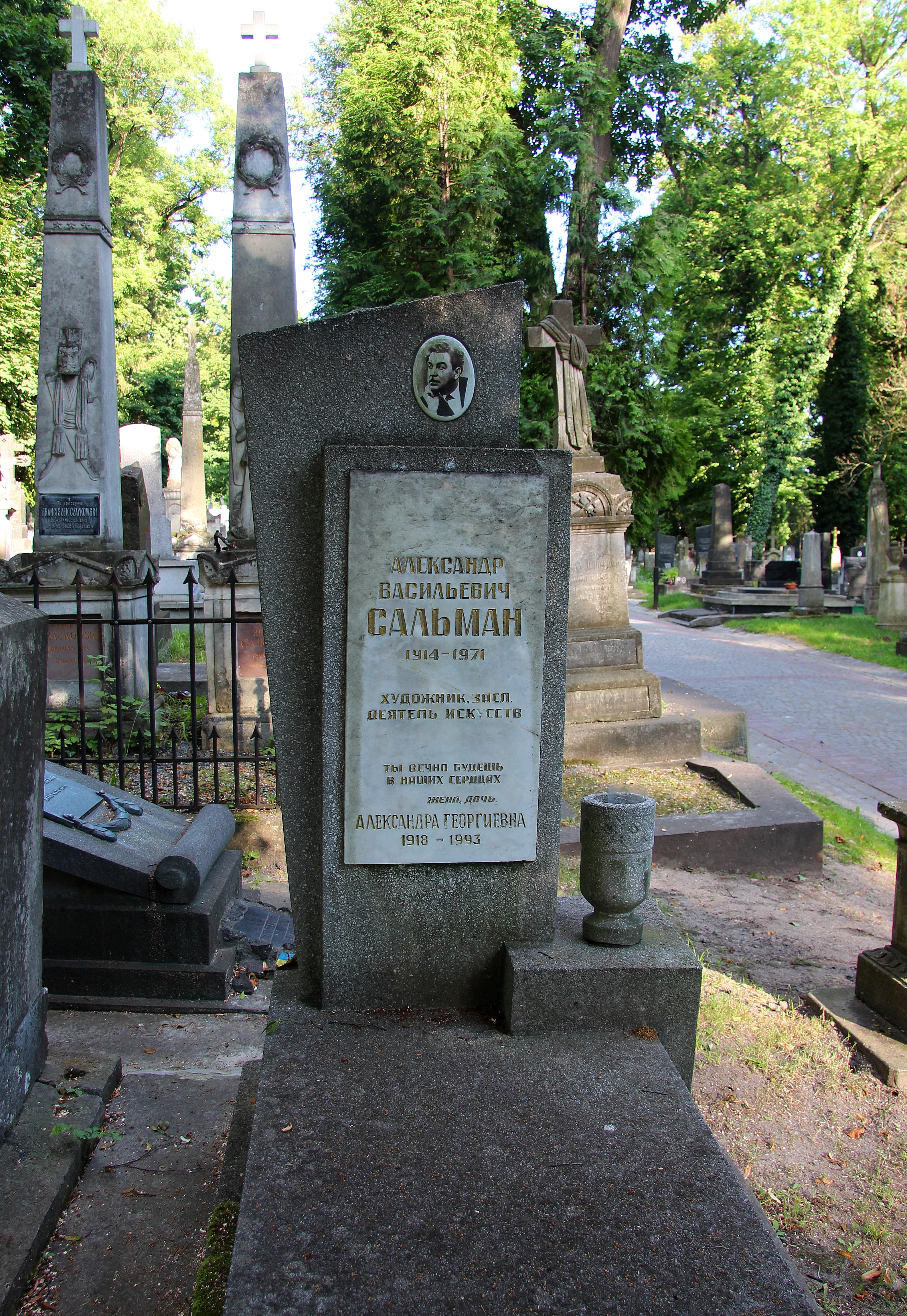

Сальман Олександр Васильович (30 серпня 1914, Петроград, Російська імперія— 16 липня 1971, Львів, Українська РСР) український художник (декоратор-сценограф, живописець, графік),  заслужений діяч мистецтв УРСР (1956).

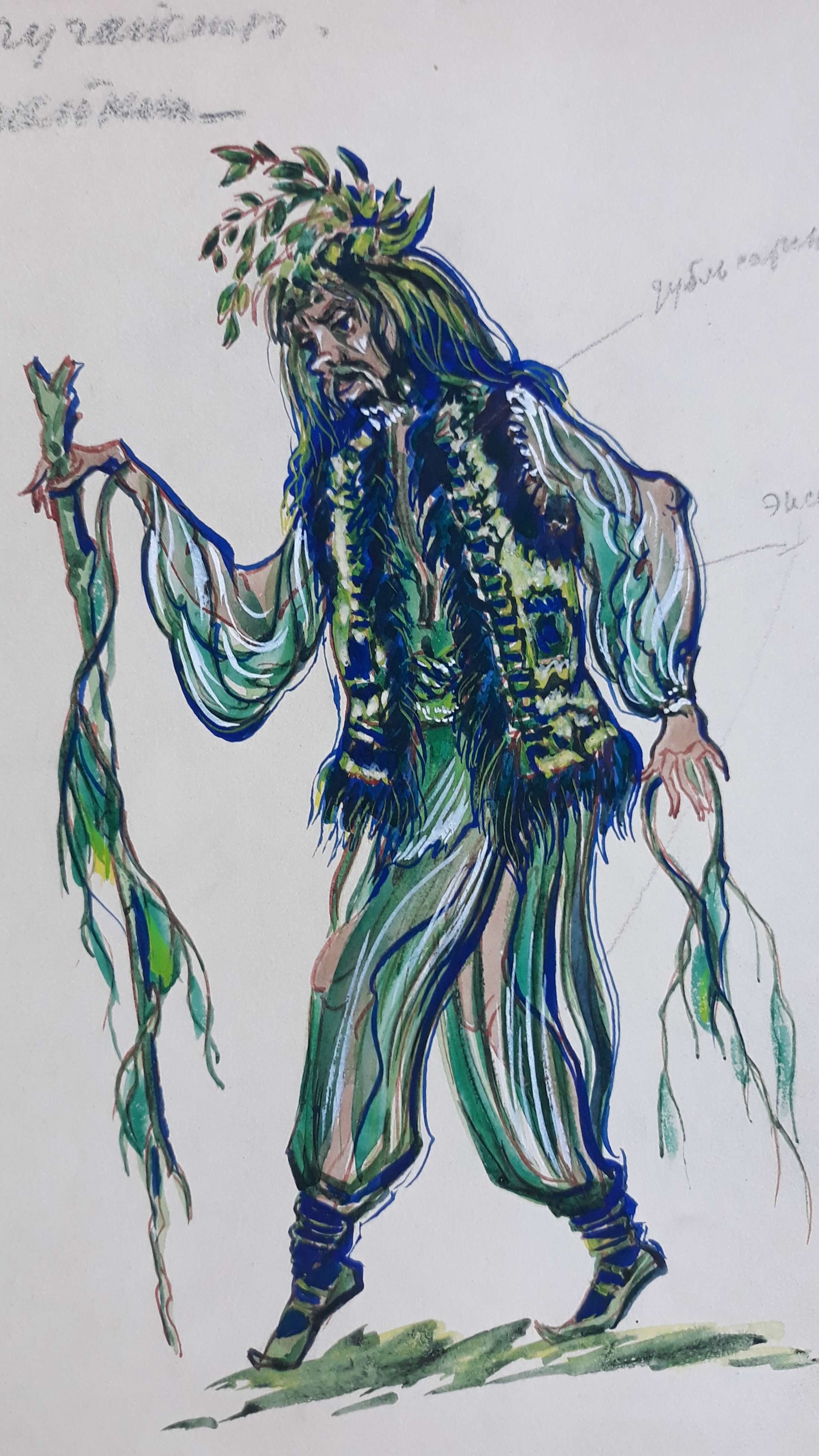

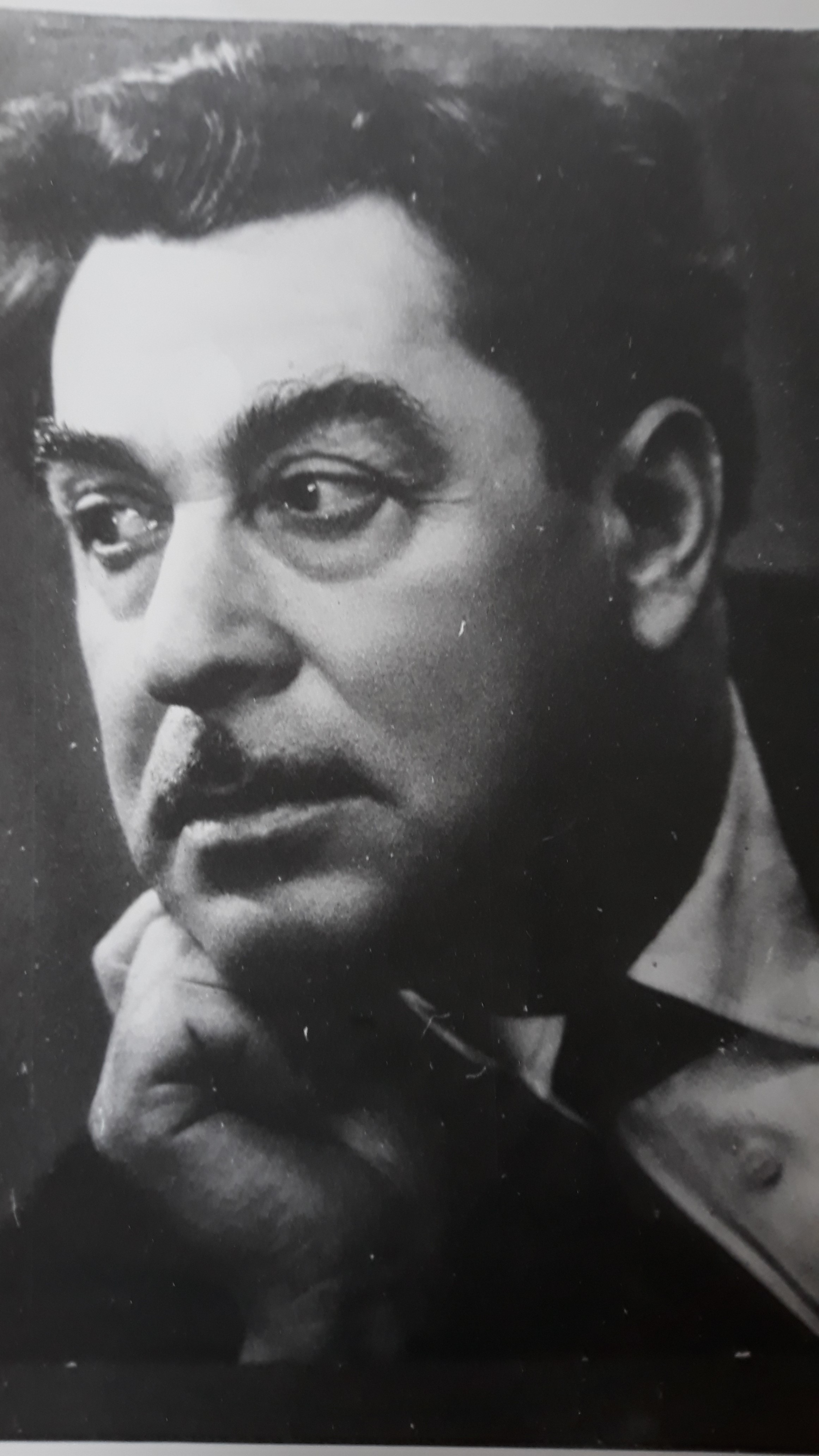

## Біографія та творчість
Народився у Петрограді (нині Санкт-Петербург, Росія) 30 серпня 1914 року. У чотири роки залишився круглим сиротою, виховувався у дитячих будинках. Навчався на факультеті живопису у Вищому державному художньо-технічному інституті (ВХУТЕІН) в Ленінграді (1929—1931). Його вчителями були М.Бобишев, О.Хвостенко-Хвостов  та відомий український художник Анатолій Петрицький (1895-1964). 
Першими художніми оформленнями театральних  вистав стали твори драматургії. Далі він розпочав свою творчу діяльність в оперних та музичних театрах. З 1939 року працював в Україні в оперних театрах Харкова, Одеси, Запоріжжя та у Київському театрі музичної комедії.  
З 1946 року та до кінця свого життя проживав у місті Львові, працював художником-декоратором у Львівському театрі опери й балету імені Івана Франка,а з 1961 до 1967 року - головним художником театру (нині Львівський національний академічний театр опери та балету імені Соломії Крушельницької).
З 1954 року постійно брав участь у республіканських виставках образотворчого мистецтва України. Персональні виставки художника проводились у 1964 році в місті Грозному (нині столиця Чеченської Республіки) та у 1965 році у Львові (Україна). Ескізи декорацій та костюмів театральних постановок зберігаються в Україні: у фондах Центрального державного архів-музею літератури та мистецтва України (Київ), Літературно-меморіального музею М.М.Коцюбинського (Чернігів), Державного музею театрального, музичного та кіномистецтва України (Київ).

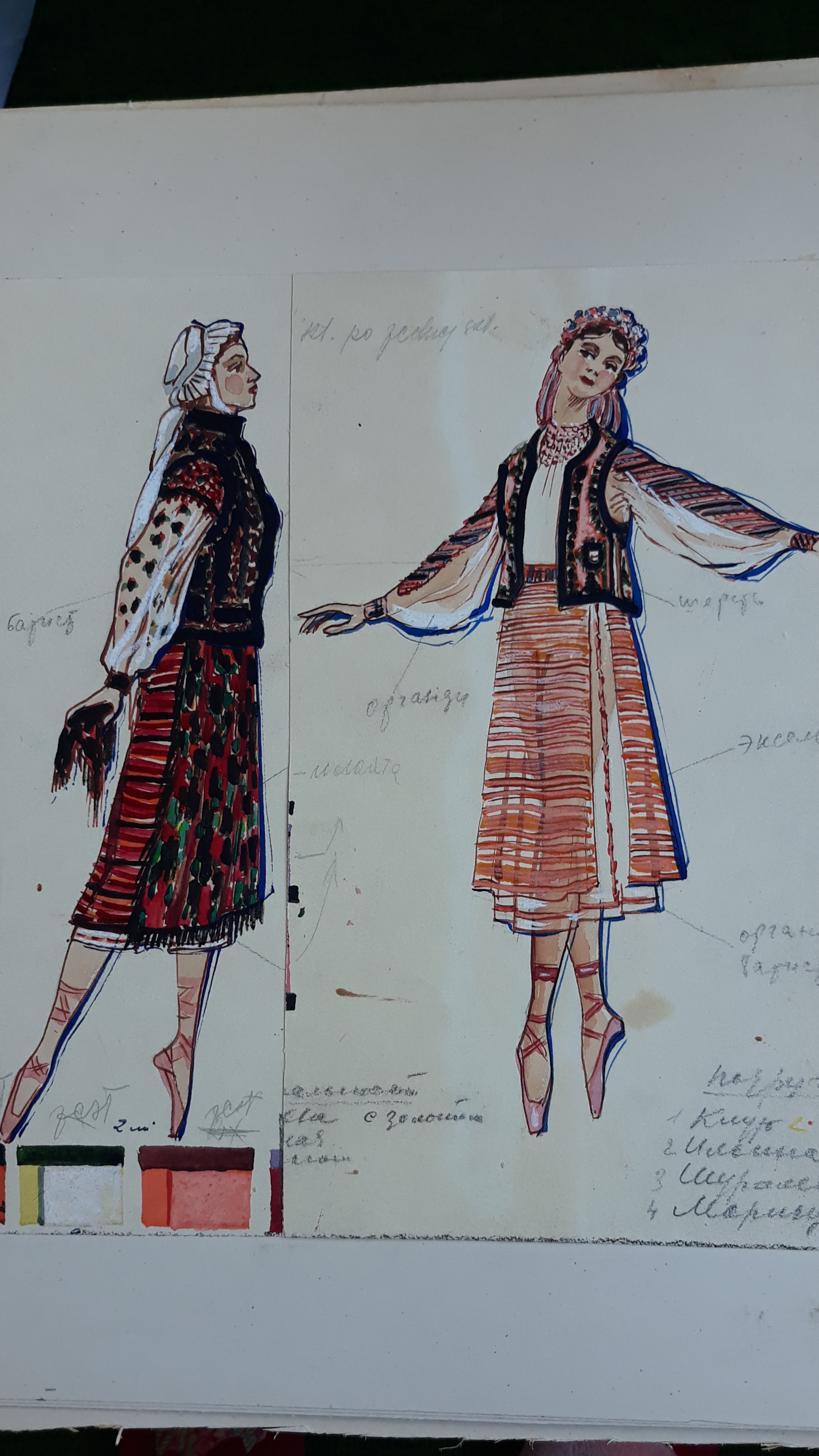

За час своєї творчої діяльності Олександр Сальман створив художнє оформлення понад 120 оперних та балетних вистав світової музичної класики. Тільки у Львівському театрі опери та балету художником були оформлені такі вистави: 
опери "Ріголетто" Джузеппе Верді (1946), "Євгеній Онегін" Петра Чайковського (1947), "Паяци" Руджеро Леонкавалло (1947), "Лакме" Лео Деліба (1948), "Русалка" Олександра Даргомизького (1948), "Демон" Антона Рубінштейна (1950), "Князь Ігор" Олександра Бородіна, "Борис Годунов" Модеста Мусоргського (1954),  "Бал-Маскарад" Джузеппе Верді (1955), "Флорія Тоска" Джакомо Пуччіні (1956), "Сільська честь" Пьєтро Масканьї (1958), "Кармен" Жоржа Бізе (1959), "Овід" Антоніо Спадавеккіа (1969), "Чарівний стрілець" Карла Марії фон Вебера (1962), "Алеко" Сергія Рахманінова (1964), "Казки Гоффмана" Жака Оффенбаха (1965), "Шукуачі перлів" Жорже Бізе (1966), "Дон Карлос" Джузеппе Верді (1967), "Дон Жуан" Вольфганга Моцарта та інші;
балети: "Раймонда" Олександра Глазунова (1947), "Червоний мак" та "Мідний вершник" Рейнгольда Глієра (1948, 1951), "Фадетта" Лео Деліба (1952), "Спляча красуня" та "Лебедине озеро" Петра Чайковського (1952, 1955), "Великий вальс" Йоганна Штрауса (сина) (1957), "Пан Твардовський" Людомира Ружицького (1957), "Дон Кіхот" Людвіга Мінкуса (1949, 1960), "Легенда про любов" Аріфа Мелікова (1963), "Стежкою грому" Кара Караєва (1963) та інші.    
У тому числі театральні постановки відомих українських композиторів: опера Миколи Лисенка "Майська ніч, або утоплена" (1949, 1962); комічна опера Семена Гулака-Артемовського "Запорожець за Дунаєм" (1954); балет Костянтина Данькевича "Лілея" (1964) та опера "Назар Стодоля" (1961); опера Юлія Мейтуса "Украдене щастя" (1960); опера Віталія Кирейка "У неділю рано зілля копала" ( 1956, за однойменною повістю О.Кобилянської) та балет "Тіні забутих предків" (1960); балети Анатолія Кос-Анатольського "Орися" (1964) та "Сойчино крило" (1956).
25 грудня 1964 року у Львівському оперному театрі відбувся ювілейний вечір, присвячений 50-річчю з дня народження та 30-річчю творчої діяльності головного художника театру Олександра Васильовича Сальмана. Упорядник ювілейного каталогу  виставки творів заслуженого діяча мистецтв, відомий театрознавець, актор, журналіст Боємунд Феліксович Кордіані (www.esu.com.ua)  так охарактеризував творчу спадщину художника: "В театральних роботах О.Сальмана насамперед вражає незвичайна широчінь його художніх прагнень. І ескізи, що експонуються, і самі декорації його вистав красномовно свідчать, що пензлю художника підвладні твори найрізноманітніші за темами і жанрами, стилями і характерами, за місцем і часом дії. Опера і балет, драма і комедія, оперета, широке епічне полотно і дитяча казка, класика і сучасність, твори вітчізняні і зарубіжні - все вдається художнику".
Художнику театрально-декоративного фаху були близькі також інші жанри образотворчого мистецтва, а саме - живопис, книжкова та прикладна графіка. Митець малював портрети, етюди, пейзажі. Ним створено портрети українських національних поетів Тараса Шевченка та Івана Франка; українських композиторів Філарета Колесси та Анатолія Кос-Анатольського; камерних та оперних співаків, народних артистів України Бориса Гмирі, Зої Гайдай та Івана Паторжинського; першоі оперноі співачки Азербайджанської РСР, педагога та музичного діяча Шовкет Мамедової та оперного співака, засновника Азербайджанського національного музичного театру Бюль-Бюля. Художником були видані авторські книжки для дітей: "Три ведмеді" (1957), "Розкажи та розфарбуй" (1957), "Дитячий день" (1958), "До школи" (1959).
Учнем та послідовником художника став український  театральний художник Євген Микитович Лисик (1930-1991).
Художник помер 16 липня 1971 року  після тривалої важкої хвороби. У Львівському театрі опери та балету відбулася громадянська панахида за художником, який був похований на 12 полі Личаківського меморіального цвинтаря (нині Державний історико-культурний музей-заповідник "Личаківський цвинтар").

## Посилання

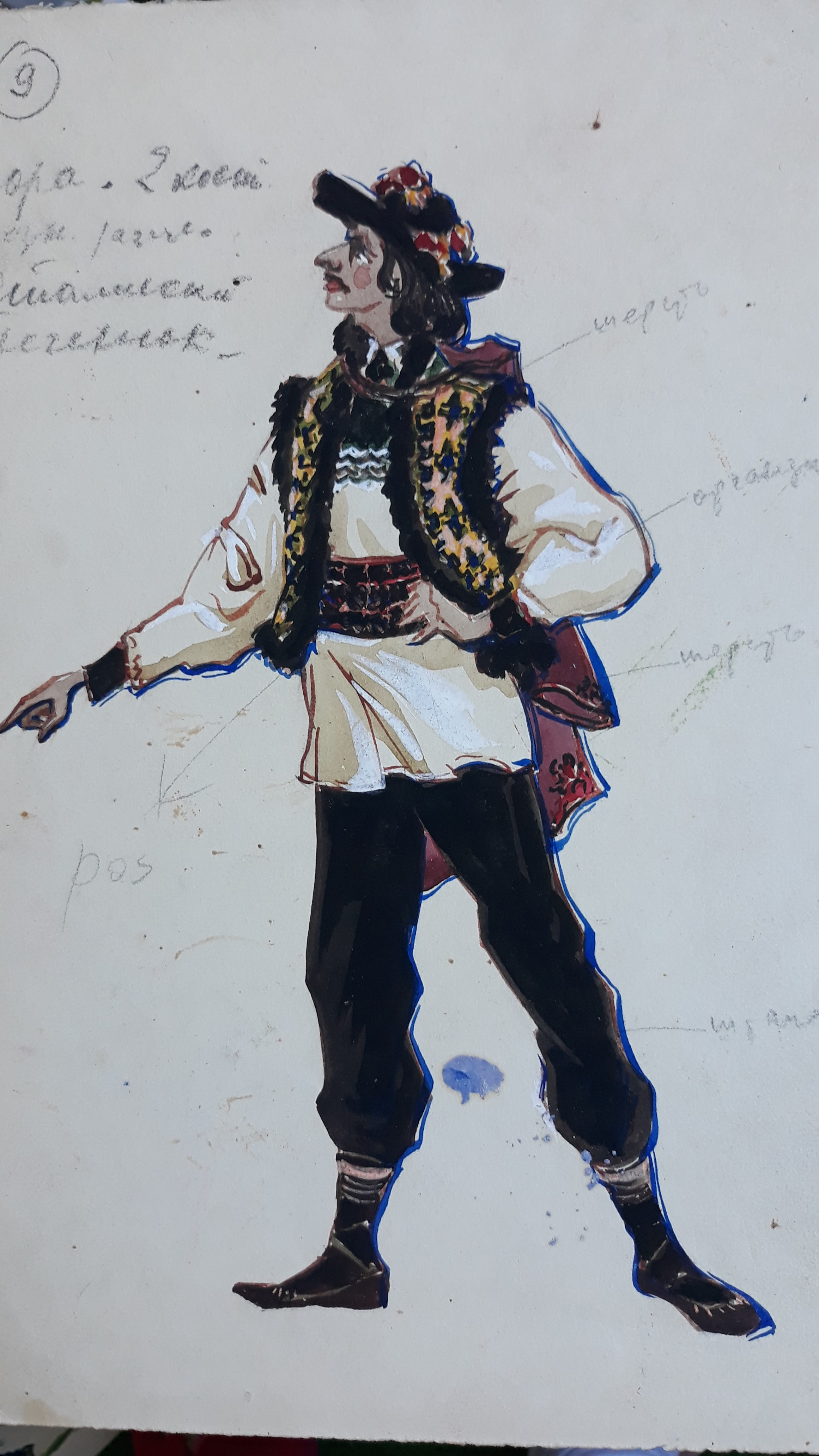